# 詹·泰梅尔
詹·泰梅尔（土耳其語：Can Temel，1991年10月1日—），德国男子赛艇运动员。他曾代表德国参加世界赛艇锦标赛，获得二枚金牌，均来自男子轻量级八人单桨有舵手项目。